# Spaans rugby sevensteam (mannen)
Het Spaanse rugby sevensteam is een team van rugbyers dat Spanje vertegenwoordigt in internationale wedstrijden.

## Wereldkampioenschappen
De beste prestatie was tiende in 1993.
- WK 1993: 10e
- WK 1997: 13e
- WK 2001: 11e
- WK 2005: Niet gekwalificeerd
- WK 2009: Niet gekwalificeerd
- WK 2013: 21e
- WK 2018: Niet gekwalificeerd

## Olympische Zomerspelen
Spanje bereikte tijdens de Olympische Zomerspelen 2016 de tiende plaats.
- OS 2016: 10e
- OS 2020: niet gekwalificeerd